# Ichneumon infucatus
Ichneumon infucatus är en stekelart som beskrevs av Cresson 1865. Ichneumon infucatus ingår i släktet Ichneumon och familjen brokparasitsteklar. Inga underarter finns listade i Catalogue of Life.